# Capitán O'Brien
Le Capitán O'Brien est un sous-marin, navire de tête de la classe Capitán O'Brien, construit au Royaume-Uni pour la marine chilienne à la fin des années 1920.

## Conception
Il était de conception similaire aux sous-marins britanniques contemporains de classe Odin, mais légèrement plus petit et armé d’un canon de pont plus grand de 4,7 pouces (120 mm)/ 45 calibres.
De même que ses deux unités jumelles (sister-ships en anglais), il a été construit par Vickers à Barrow-in-Furness. Le constructeur donne les dimensions suivantes : longueur hors-tout 272 pieds 9 pouces (83,1 m) ; maître-bau 27 pieds 6 pouces (8,4 m) ; tirant d'eau maximum 16 pieds 6 pouces (5,0 m) ; vitesse de 15 nœuds (28 km/h) en surface et 9,5 nœuds (17,6 km/h) en immersion. Il pouvait atteindre jusqu’à 525 pieds (160 mètres) de profondeur.

## Engagements
Le Capitán O'Brien est lancé le 2 octobre 1928 à Barrow-in-Furness, en Angleterre. Le 19 juin 1929, il est officiellement remis au Chili et reçu par le contre-amiral Luis Escobar Molina. Son premier commandant fut le capitaine de frégate Guillermo Arroyo Acuña.
Il est baptisé ainsi en l’honneur du capitaine de corvette Jorge O'Brien. D’origine irlandaise et ancien officier de la Royal Navy britannique, O'Brien avait reçu le commandement de la frégate Lautaro achetée par les patriotes chiliens pour faire cesser le blocus espagnol contre le port de Valparaíso. Le 27 avril 1818, lors du combat naval de Valparaíso, il attaque la frégate royaliste Esmeralda (en) mais, mortellement blessé, meurt sur son pont. Il devient ainsi le premier officier de la marine chilienne à trouver la mort au combat.
Le Capitán O'Brien appareille d’Angleterre le 27 décembre 1929, aux côtés de ses sister-ships, les sous-marins Capitán Thompson et Almirante Simpson, à destination de Valparaiso. Le groupe est commandé par le commodore Julio Allard Pinto, qui a hissé sa marque sur le Almirante Simpson. Au cours de leur voyage, les sous-marins font escale à Vigo (Espagne), à Santa Cruz de Tenerife, en Martinique, au canal de Panama et à Arica où ils jettent l’ancre le 1er mars 1930. Ils arrivent à Valparaiso le 5 mars 1930. Il rejoint l’escadre d’évolution, la flotte principale.
Le 6 avril 1931, il est le premier sous-marin à doubler le cap Horn lors d’un exercice de déploiement de l’escadre d’évolution dans la zone des canaux du sud de la Patagonie. L’escadre, alors commandée par le contre-amiral Alejandro Garcia Casteblanco, était à cette occasion constituée par le navire ravitailleur de sous-marins Araucano (navire amiral) et les destroyers Videla, Hyatt, Riquelme et Aldea (en). Le O'Brien était le seul sous-marin. Toutes ces unités étaient modernes, ayant été lancées entre 1929 et 1930 dans les chantiers navals anglais. L’escadre a quitté Puerto Montt le 18 mars 1931, cap au sud. Elle a fait escale le 27 mars à Punta Arenas et est repartie de ce port quatre jours plus tard en direction de la zone du canal Beagle et du cap Horn. Le 6 avril, le cap Horn a été aperçu. Le O'Brien, alors commandé par le capitaine de corvette Gustavo Silva, a plongé brièvement dans les environs du cap Horn, puis a poursuivi sa navigation et est venu s’amarrer en fin de journée dans la baie d'Orange, sur l’île Hoste, après avoir réussi la première traversée du Cap Horn par un sous-marin dans l’histoire.
En août-septembre 1931, lors du soulèvement de l’escadre, ses marins prennent le contrôle du bâtiment à Coquimbo. Il est bombardé par des avions de la Force aérienne chilienne (FACH), aux côtés du reste de l’escadre.
Pendant la Seconde Guerre mondiale, les trois sous-marins ont effectué des patrouilles le long de la côte chilienne.
Le 17 août 1943, le Capitán O'Brien joue un rôle dans le sauvetage et le renflouement d’un hydravion Vought-Sikorsky amarré à Coquimbo, qui aurait apporté des documents « importants » à bord.
Il est retiré du service en 1957 et coule à Talcahuano alors qu’il attendait sa démolition, il est déclaré coque naufragée.

## Postérité
Le nom de O'Brien est à nouveau donné, dans les années 1970, au O'Brien (S22), un sous-marin de classe Oberon.